# John Guare

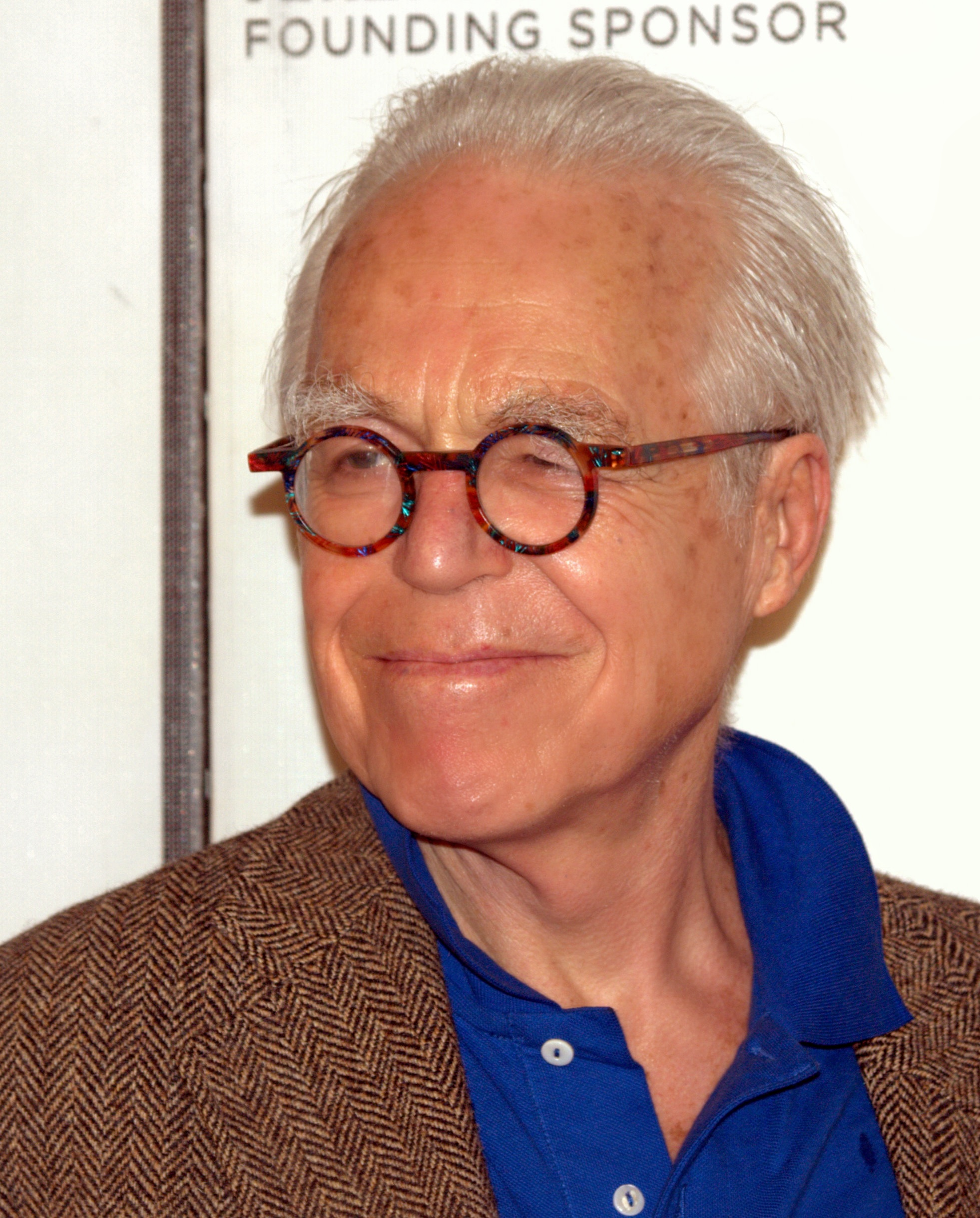
John Guare, 2009

John Guare (* 5. Februar 1938 in New York City, New York) ist ein amerikanischer Bühnenautor.

## Leben
Sein erstes Stück schrieb John Guare mit elf Jahren. Im Laufe der Zeit entwickelte Guare eine Abneigung gegen die so genannten „kitchen-sink-dramas“, traditionelle, realistische Theaterstücke. Für ihn sollte das Theater mehr innere Wahrheit vermitteln und nicht nur pure Realität. Einer seiner Aussprüche lautete „The theater is a place of dreams were you lay out the unconscious and make it visible.“, übersetzt etwa: „Das Theater ist ein Ort der Träume, wo du das Unbewusste offenlegst und sichtbar machst.“
Nach seinem Studium an der Yale University entwickelte er einen eigenen, einzigartigen Stil der Tragikomödie und erhielt den Obie Award für sein Stück „Muzeeka“ (1968). Erst 1970 erschien er mit „House of Blue Leaves“, eine dunkle Komik-Attacke über amerikanische Werte, wieder auf der Bildfläche.
1971 schrieb er das Libretto zu „Two Gentlemen of Verona“, eine Pop-Rock-Musical-Adaption von Shakespeares gleichnamigem Stück, das er zusammen mit dem Komponisten Galt MacDermot (Hair) und Mel Shapiro inszenierte.
Das Musical war für eine Aufführung in einem Truck-Anhänger konzipiert, wodurch sich die Möglichkeit ergab, eine Tour durch die Parks von New York zu machen. Die Show war so erfolgreich, dass sie nach kurzer Zeit am Broadway aufgeführt wurde, wo das Stück den „Tony Award“ für die Kategorie „Best Musical“ erhielt.
Ein Filmdrehbuch verfasste Guare für den Spielfilm Atlantic City, USA (1980) von Regisseur Louis Malle mit Burt Lancaster in der Hauptrolle.
1992 gewann Guare den Independentfilmpreis Gotham Award für seine Leistungen im Bereich Bester Drehbuchautor. 1989 wurde er in die American Academy of Arts and Letters und 2011 in die American Academy of Arts and Sciences gewählt.

## Werke
- Muzeeka
Gewinner des Obie Award 1968
- House of Blue Leaves
Gewinner des New York Drama Critics Circle Award for Best American Play (1970–71); vier Tony Awards während eines Revivals im Jahr 1986
- Four Baboons Adoring the sun
wurde 1992 im Lincoln Center Theater produziert und wurde für vier Tony Awards nominiert
- Six Degrees of Separation
erhielt den New York Drama Critics Circle Award 1990 und den Oliver Best Play Award im Jahr 1993